# Retour simple
 (juillet 2025).
Pour plus de détails, voir Fiche technique et Distribution.

Retour simple est un court métrage belge de 2009 scénarisé et réalisé par Jérôme Guiot.

## Synopsis
Parties en voyage en Europe de l'Est, Marie (24 ans) et Joanna, un couple de jeunes femmes, reviennent en Belgique pour assister aux obsèques du grand-père de Marie. Mais l'accueil que lui réserve son frère est cinglant.

## Fiche technique
- Réalisation : Jérôme Guiot
- Scénario :  Jérôme Guiot
- Musique originale : Faustine Hollander, Jérôme Guiot
- Photo : Pierre Gilles
- Montage : Arnaud Crespeigne
- Son : Thibeau Rerolle
- Producteur : Gaëlle Audin
- Production : Les Ateliers INRACI
- Durée : 22 minutes

## Distribution
- Stéphanie Van Vyve : Marie
- Cécile Brohez : Joanna
- Gaël Maleux : Yvan
- Carole Trévoux : la mère
- Romain Clavareau : Louis
- Brigitte Grandchamps : l'infirmière en chef
- Audrey Coart : la jeune infirmière
- Albert Jeunehomme : le médecin

## Prix
- Prix de la Communauté française (FIDEC)
- Prix du public (FIDEC)
- Prix du jury jeunes (FIDEC)
- Prix BeTV (Media 10-10)